# フジクラ電装
フジクラ電装株式会社（ふじくらでんそう）は、フジクラ（旧：藤倉電線）による山形県米沢市に本社を置くワイヤハーネス等を製造する非鉄金属メーカーである。

## 概要
1944年（昭和19年）8月、米沢末広電纜工業株式会社として設立。電力ケーブル、通信ケーブル等の製造を主たる事業としてきた。
2013年（平成25年）4月1日、親会社であるフジクラの事業構造改革の一環で、社名を「米沢電線」から「フジクラ電装」に変更。同年10月1日、簡易株式交換によってフジクラの完全子会社化された。
従前手掛けていた電線事業は、社名変更の際に郡山事業所を会社分割して新たに設立した「米沢電線」が事業を引き継いだ。

## 事業所所在地
- 本社 - 米沢市八幡原1丁目1番3号
- 米沢東事業所 - 米沢市東1丁目10番53号
- 太田事業所 - 群馬県太田市西新町135-6 グランディ太田ビル2F
- 宇都宮事業所 - 栃木県宇都宮市御幸本町4646
- 豊田事業所 - 愛知県名古屋市中区丸の内2-20-2 丸の内STビル9F
- 広島事業所 - 広島県広島市東区光町1-7-11 広島CDビル1F

このほか中国、タイ、ベトナム、欧州、北南米に現地法人の製造拠点を有する。